# Лівітчук Любов Григорівна
Любов Григорівна Лівітчук (26 серпня 1952, смт. Голованівськ Голованівського району Кіровоградської області) — українська радянська діячка, доярка колгоспу імені Ульянова Голованівського району Кіровоградської області. Депутат Верховної Ради СРСР 10-го скликання.

## Біографія
Народилася в селянській родині Григорія Петровича та Лідії Степанівни Сабодашів. Член ВЛКСМ.
У 1968—1970 роках — учениця прядильниці, прядильниця Полтавської текстильної фабрики.
З 1970 року — доярка молочнотоварної ферми колгоспу імені Ульянова (потім — імені Шевченка) села Грузьке Голованівського району Кіровоградської області. Ударник комуністичної праці.
Без відриву від виробництва закінчила школу робітничої молоді, здобула середню освіту.
Потім — на пенсії в смт. Голованівську Голованівського району Кіровоградської області.

## Нагороди
- орден Трудового Червоного Прапора (1973)
- медалі
- два знаки «Переможець соціалістичного змагання» (1974, 1978)